# 李維格

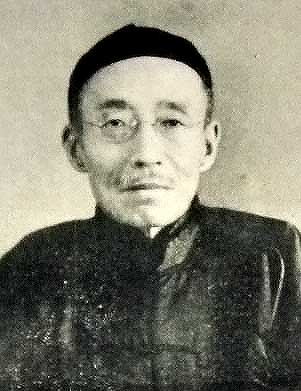

李維格（1867年—1929年），字一琴，一作峄琴，祖籍江苏吴县，清末民初翻譯家，中國现代冶金工业的奠基人。

## 生平
李维格1867年出生于上海南市区。自幼家贫，随父親半工半读。后入格致书院。1880年代，他赴英国求学，后因不能負擔学费而中途辍学，留居清國驻英参赞李经方行邸，兼习法文。回国后授职候选郎中。1889年随翰林院侍讲崔惠人使美，1890年随驻日公使李经方赴日本。
甲午战争后，中國兴起维新运动，李维格此時从日本归國，1896年任漢陽鐵廠總翻譯。1896年他积极为《民听报》撰稿，並于1897年从武汉到上海，主持《时务报》的翻译工作，通過翻译西方报纸文章倡导西学和变法。
在湖南巡抚陈宝箴的支持下，湖南创办时务学堂，李维格与梁启超相继來到长沙，李任該学堂的西文总教习，梁任中文总教习。他在湖南還参加了南学会，担任《湘报》董事和西文翻译，在《湘报》上刊登了大量译文。1898年百日维新失敗后，李维格赴上海担任江南制造局提调，并出任南洋公学提调。
1890年湖广总督张之洞創建汉阳铁厂，但是初期漢陽鐵廠經營狀況不佳；1896年張之洞委託盛宣怀經營漢陽鐵廠，李維格被盛宣懷招攬為總廠翻譯，開始在漢陽鐵廠服務。隨後改任總廠稽核、會辦。1902年曾赴日本八幡制铁所考察。
1904年3月，李維格得到盛宣懷授權赴歐洲與美國考察世界最新的煉鋼技術，該次考察為期8個月，與英國工程師彭脫、德國工程師賴倫同行，同時將漢陽鐵廠所開採的鐵礦石、生鐵、焦炭、鋼材等樣品帶往歐洲，由英國化學家梭德化驗樣本，確定煉鋼品質缺陷的緣故。化驗後，確定大冶鐵礦原石含磷量高，在理解國內煉鋼癥結後，李維格向盛宣懷作了報告。盛宣懷則採納李維格的資料，1905年任命李維格為漢陽鐵廠總辦，負責改造鐵廠設備使其重生。
李維格對漢陽鐵廠的解決方案是任命原高爐爐長呂柏（Eugene Ruppert，又譯歐仁·呂貝爾）為漢陽鐵廠總工程師，由他主導重新打造1座250噸高爐，並增聘4位德國工程師解決煉鐵問題，德國鐵礦同樣有含磷量高的特性，但德國工程師將英國開發的托馬斯轉爐煉鋼法導入鋼鐵冶煉後，提高了德製鋼材的品質與產量。除了新高爐，李維格同意拆除漢陽鐵廠一期工程中向英國採購的2座轉爐與小型馬丁爐，增建6座30噸馬丁爐、1座150噸混鐵爐，全面改造煉鋼設備與製程。這一工程在1907年全部完工，鐵廠營運也在1908年轉虧為盈。在李維格的經營時代，漢陽鐵廠是亞洲國家中最大的钢铁厂。
1907年，盛宣怀决定采用李维格的建议，把汉阳铁厂、大冶铁矿、萍乡煤矿合并，成立汉冶萍煤铁厂矿公司，由盛宣怀任总理，李维格为协理兼汉阳铁厂总办。1912年4月13日，李維格在漢冶萍股東大會決議下離開漢陽鐵廠總辦職務，改任漢冶萍公司經理。1913年，漢冶萍公司決定新建一貫煉鋼廠，李維格再度授命建廠，該廠稱為大冶鐵廠，從選址、機具採購等李維格全權處理。
大冶鐵廠最初由漢洋鐵廠廠長吳健兼任，但在1916年3月吳健自稱無法勝任，1916年8月公司決定由李維格任大冶鐵廠廠長。1917年5月，李維格辭去廠長一職，改任漢冶萍公司高級顧問。大冶鐵廠則在1921年完工。
讓李維格提前離開職場的緣故是身體健康因素，1908年李维格患上咯血的毛病，晚年于上海寓所养病。1929年在弥留之际，李维格将上海房产的三分之一捐给东吴大学。逝世后，其子依照其遗愿，利用房产收入在东吴大学设立了科学奖学金，后又出售房产並將所得興建东吴大学的男生宿舍——维格堂，並以宿舍收入的一部分奖励科学研究。
1900年李维格回到汉阳铁厂主持厂务后，開辦了汉阳铁厂学堂，這是中国第一所培养钢铁人才的专科职业学校。1901年，經李维格建议，由南洋公学选派4名学生到旧金山大书院攻读冶铁、炼钢、机器、化学专业。該4人归国后成为汉阳铁厂的技术骨干。后任汉阳铁厂厂长的吴健和大冶铁矿矿长王宠佑等，均是李维格选拔出国的。除了漢陽學堂，1912年他出资捐建了交通大学上海专门学校图书馆。

## 家庭
- 子：李中道
- 孙：李正名
- 孙：李正心